# Marius Bostan
Marius Raul Bostan (ur. 18 maja 1970 w Ruginești) – rumuński urzędnik państwowy i konsultant, w latach 2015–2016 minister ds. społeczeństwa informacyjnego.

## Życiorys
W 1994 został absolwentem wydziału matematyki i informatyki Uniwersytetu Bukareszteńskiego. Kształcił się na studiach typu Master of Business Administration w Școala Națională de Studii Politice și Administrative (1995–1997) oraz na kursach z zarządzania we Włoszech i w Wielkiej Brytanii. Działał w organizacji studenckiej Liga Studenţilor, zaangażowanej po stronie opozycyjnej podczas przemian ustrojowych. Pracował jako nauczyciel akademicki oraz w strukturach rządowych, w 2000 został starszym partnerem w firmie konsultingowej VMB Partners. Zatrudniony również przy implementacji programów prowadzonych przez Bank Światowy, Komisję Europejską i United States Agency for International Development. W 2009 zasiadł w radzie dyrektorów Telekom Romania (wcześniej pod nazwą Romtelecom). Działał także w organizacjach gospodarczych i przy organizacji konferencji, m.in. kierował zrzeszającą młodych menedżerów Fundația Națională a Tinerilor Manageri oraz dołączył do fundacji Romania Business Leaders.
17 listopada 2015 objął stanowisko ministra ds. społeczeństwa informacyjnego w rządzie Daciana Cioloșa. Zakończył pełnienie tej funkcji w lipcu 2016, w wykonywaniu obowiązków tymczasowo zastąpił go Dragoș Tudorache. Powrócił następnie do działalności w sektorze konsultingowym.
Żonaty, ma troje dzieci.